# باراماونت غلوبل
باراماونت غلوبل أو فقط باراماونت (بالانجليزية: Paramount Global، وتعني بالعربية: باراماونت العالمية؛ تعرف سابقًا باسم «فاياكوم سي بي إس» (ViacomCBS)) هي مجموعة إعلامية أمريكية متعددة الجنسيات مقرها مدينة نيويورك. تم تشكيل الشركة باسم فاياكوم سي بي إس عن طريق إعادة دمج شركة سي بي إس والتجسيد الثاني لشركة فاياكوم في 4 ديسمبر 2019، وتم إنشاء الاثنين من انقسام فاياكوم الأصلية في عام 2005. تساهم الشركة في الأفلام، التلفزيون، النشر، والإعلام الرقمي.
الشركة تمتلك باراماونت بيكتشرز واستديوهات باراماونت التلفزيونية، مجموعة سي بي إس الترفيهية (تتكون من عقارات تحمل علامة سي بي إس بما في ذلك شبكة سي بي إس التي تحمل الاسم نفسه، واستوديوهات سي بي إس التلفزيونية، وتوزيع سي بي إس التلفزيوني، ومحطات سي بي إس التلفزيونية، وسي بي إس إنتراكتيف، وحصة 50٪ في ذا سي دبليو)، والشبكات المحلية (تتكون من الولايات المتحدة الأساسية وشبكات تلفزيون الكابل من الدرجة الممتازة بما في ذلك إم تي في ونيكلوديون وبي إي تي وكوميدي سنترال وشوتايم) والشبكات الدولية (تتكون من إصدارات دولية لشبكات فاياكوم المحلية وكذلك الشبكات الخاصة بالمنطقة بما في ذلك القناة 5 في المملكة المتحدة وشبكة 10 في أستراليا وكولورز في الهند وتيليفي في الأرجنتين).
يقع مقر الشركة الرئيسي في ون أستور بلازا في وسط مانهاتن بمدينة نيويورك، وتدير الشركة تقريبًا أكثر من 170 شبكة ويصل عدد المشتركين إلى ما يقارب 700 مليون مشترك في حوالي 160 دولة، اعتبارًا من عام 2020.

## وصلات خارجية
- باراماونت غلوبل على موقع IMDb (الإنجليزية)